# Nicolas-Jacques Conté

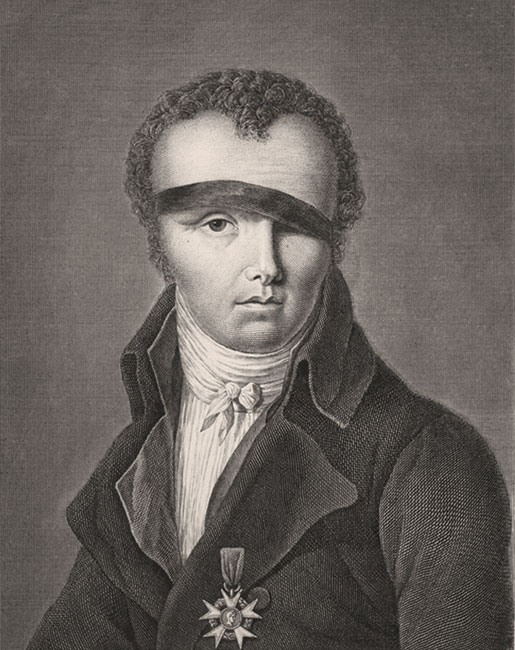
Nicolas-Jacques Conté
(19e eeuw), gravure Robert de Launay, BnF

Nicolas-Jacques Conté (Sées, 4 augustus 1755 – Parijs, 6 december 1805) was een Franse schilder en uitvinder van onder andere het grafietpotlood.
Conté werd geboren in Sees (Normandië) en ontwikkelde al vroeg een passie voor schilderen. Op zijn twintigste verhuisde hij naar Parijs om onder meer de koninklijke familie te portretteren. Hij leerde in 1783 de gebroeders Montgolfier kennen, de uitvinders van de heteluchtballon, en heeft enkele vluchten met hen gemaakt. 
In 1789, bij de Franse Revolutie, veranderde hij beroepsmatig van richting. Hij werd getalenteerd uitvinder en deed divers onderzoek naar onder meer de toepassing van grafiet in potloden. Als schilder had hij daar alle belang bij. In 1794 stond hij mee aan de wieg van de wetenschapsschool Conservatoire des Arts et Métiers, dat als nationaal instituut nog steeds bestaat. 
In hetzelfde jaar vond Conté het grafietpotlood uit. Tijdens de oorlog met Engeland werd geen molybdeen geleverd, het tot dan toe belangrijkste bestanddeel van potloden. Door als alternatief een combinatie van klei en grafiet toe te passen kon bovendien de hardheid van het potlood worden beïnvloed. In januari 1795 verkreeg hij een patent op zijn uitvinding. Het was patent nummer 32. Samen met zijn broer opende hij een potloodfabriek. Daarnaast bleef Conté ook heteluchtballonnen verbeteren. Hij stelde voor de ballons aan te wenden voor oorlogsdoeleinden en kreeg in 1793 toestemming een onderzoeksinstituut op te richten in Meudon. Door een zuurstofexplosie verloor hij in die periode zijn linkeroog.
In de periode 1798 - 1801 vergezelde Conté Napoleon Bonaparte op zijn campagne naar Egypte. Hij vond instrumenten uit en bouwde deze voor het leger. Conté gaf leiding aan een groep militaire ballonvaarders. Tevens legde hij een inventaris aan van diverse kunst- en gebruiksvoorwerpen die in de 18e eeuw in Egypte beschikbaar waren. Conté bleef in Egypte achter terwijl Napoleon zich naar Frankrijk haastte om daar orde op zaken te stellen.
Als autodidact schilder, chemicus, fysicus, ballonvaarder en uitvinder overleed Conté op 50-jarige leeftijd in 1805 in Parijs.
- Bibliothèque nationale de France: cb15369675b (data)
- Stuttgart Database of Scientific Illustrators 1450–1950: 5787
- Gemeinsame Normdatei: 128706716
- International Standard Name Identifier: 0000 0001 0788 7570
- Library of Congress Control Number: n2004014528
- RKD-Nederlands Instituut voor Kunstgeschiedenis: 18024
- SNAC: w69c9k4n
- Système universitaire de documentation: 078530032
- Union List of Artist Names: 500026132
- Virtual International Authority File: 121960460
- WorldCat: E39PBJv8HTyKg9BYD7WCyt8Hmd